# 4500 Паскал
4500 Паскал (4500 Pascal) је астероид главног астероидног појаса. Приближан пречник астероида је 18,56 ,
а средња удаљеност астероида од Сунца износи 3,171 астрономских јединица (АЈ).
Инклинација (нагиб) орбите у односу на раван еклиптике је 2,939 степени, а орбитални период износи 2062,659 дана (5,647 година). Ексцентрицитет орбите астероида износи 0,163.
Апсолутна магнитуда астероида износи 12,00 а геометријски албедо 0,081.
Астероид је откривен 3. фебруара 1989. године.